# 南康镇 (北海市)
南康镇，是中华人民共和国广西壮族自治区北海市铁山港区下辖的一个乡镇级行政单位。2019年被评为中国文化百强镇。

## 行政区划
南康镇下辖以下地区：
南康社区、陂塘村、水鸭塘村、高田村、火甲村、社内村、莲塘村、黄鹂窝村、扫管龙村、大塘村、夏塘村、雷田村、三塘村、龙门村、秋风塘村、里头塘村、国营滨海农场生活区和国营前卫农场生活区。